# カザルフィウマネーゼ
カザルフィウマネーゼ（伊: Casalfiumanese）は、イタリア共和国エミリア＝ロマーニャ州ボローニャ県にある、人口約3,300人の基礎自治体（コムーネ）。

## 地理

### 位置・広がり

#### 隣接コムーネ
隣接するコムーネは以下の通り。
- ボルゴ・トッシニャーノ
- カステル・デル・リーオ
- カステル・サン・ピエトロ・テルメ
- ドッツァ
- フォンタネーリチェ
- イーモラ
- モンテレンツィオ

### 気候分類・地震分類
カザルフィウマネーゼにおけるイタリアの気候分類 (it) および度日は、zona E, 2334 GGである。
また、イタリアの地震リスク階級 (it) では、zona 2 (sismicità media) に分類される。

## 行政

### 分離集落
カザルフィウマネーゼには、以下の分離集落（フラツィオーネ）がある。
- Gesso, San Martino in Pedriolo, Sassoleone

## 姉妹都市
- ロトンデッラ、イタリア(マテーラ県)